# 扎亞米尼國家公園
39°36′47″N 68°30′04″E / 39.613°N 68.501°E

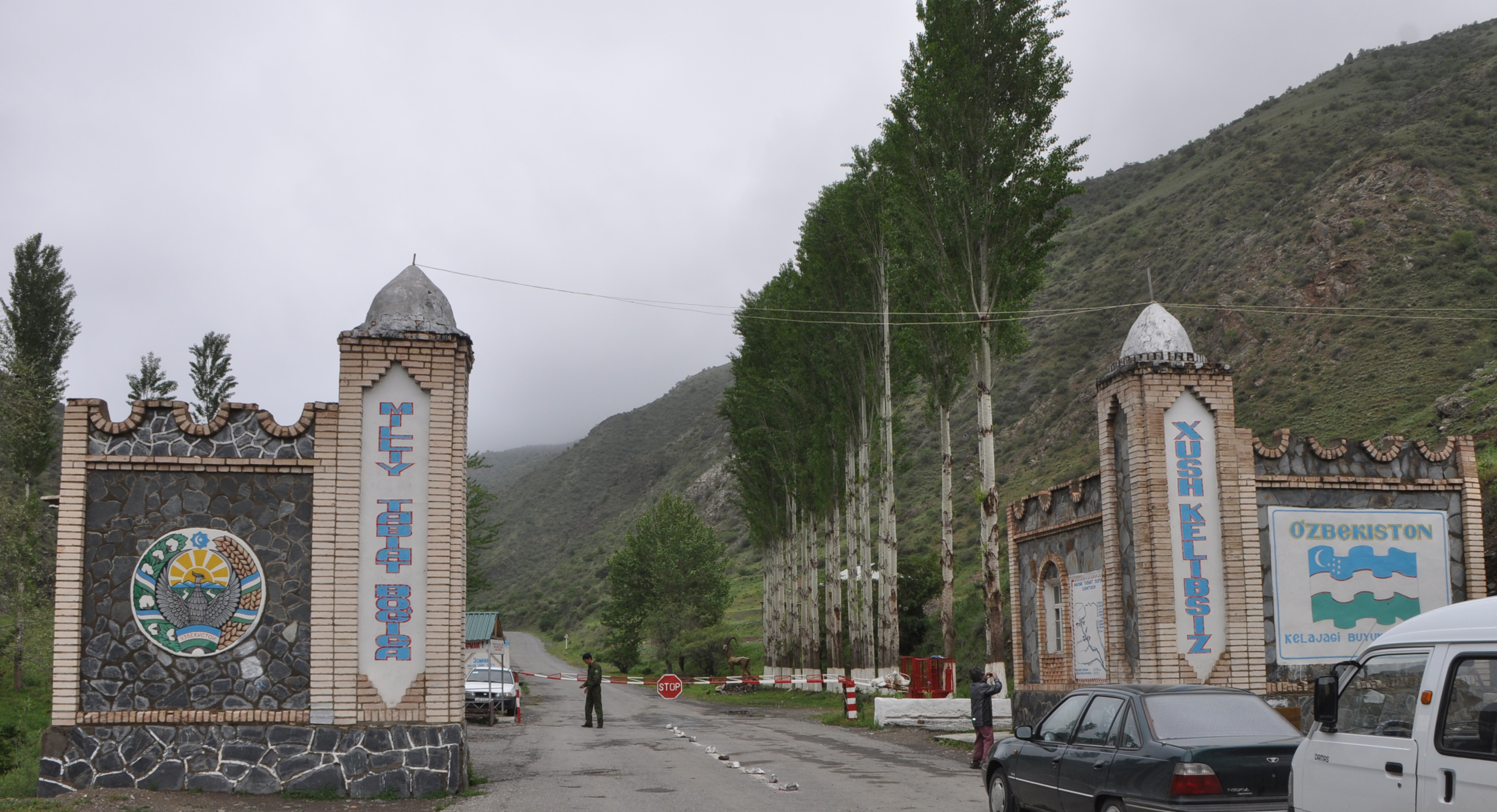

扎亞米尼國家公園是烏茲別克斯坦的國家公園，位於該國東部吉扎克州，處於突厥斯坦山脈西部北坡，成立於1926年，面積156平方公里，最高點海拔高度3,571米。